# Ungarische Badmintonmeisterschaft
Ungarische Einzelmeisterschaften im Badminton werden seit 1960 ausgetragen. Ein Jahr später startete der Teamwettbewerb, 1974 kamen die internationalen Meisterschaften dazu. Die Junioren ermitteln seit 1966 ihre Titelträger, die Mannschaften seit 1961.

## Titelgewinner
| Saison | Herreneinzel    | Dameneinzel           | Herrendoppel                    | Damendoppel                          | Mixed                               |
| ------ | --------------- | --------------------- | ------------------------------- | ------------------------------------ | ----------------------------------- |
| 1960   | Pál Rázsó       | Endrene Komjatszegi   | nicht ausgetragen               | nicht ausgetragen                    | nicht ausgetragen                   |
| 1961   | György Rázsó    | nicht ausgetragen     | nicht ausgetragen               | nicht ausgetragen                    | nicht ausgetragen                   |
| 1962   | Pál Rázsó       | nicht ausgetragen     | nicht ausgetragen               | nicht ausgetragen                    | nicht ausgetragen                   |
| 1963   | József Szepesi  | Éva Szűcs             | Pál Rázsó György Rázsó          | Lídia Horváth Istvánné Marincsák     | Pál Rázsó Vera Juhász               |
| 1964   | Pál Rázsó       | Éva Ráduly            | Pál Rázsó György Rázsó          | Éva Szűcs Éva Schmitt                | György Rázsó Éva Ráduly             |
| 1965   | György Rázsó    | Katalin Jászonyi      | Pál Rázsó György Rázsó          | Katalin Jászonyi Irén Geblusek       | Ferenc Jászonyi Katalin Jászonyi    |
| 1966   | János Cserni    | Katalin Jászonyi      | János Cserni Zsolt Vajna        | Katalin Jászonyi Renáta Doba         | János Cserni Katalin Jászonyi       |
| 1967   | János Cserni    | Katalin Jászonyi      | János Cserni Ferenc Jaszonyi    | Katalin Jászonyi Erzsébet Wolf       | János Cserni Katalin Jászonyi       |
| 1968   | János Cserni    | Katalin Jászonyi      | János Cserni Tamás Szulyovszky  | Katalin Jászonyi Éva Cserni          | János Cserni Eleonóra Gedô          |
| 1969   | János Cserni    | Éva Cserni            | András Édes Péter Majerszky     | Éva Cserni Erzsébet Wolf             | Tamás Szulyovszky Valéria Virágos   |
| 1970   | János Cserni    | Éva Cserni            | János Cserni Tamás Szulyovszky  | Valéria Virágos Erzsébet Andrekovics | János Cserni Éva Cserni             |
| 1971   | János Cserni    | Éva Cserni            | Tamás Szulyovszky Ferenc Rolek  | Gertrúd Ladányi Erzsébet Wolf        | András Édes Erzsébet Wolf           |
| 1972   | János Cserni    | Éva Cserni            | András Édes József Papp         | Gertrúd Ladányi Erzsébet Wolf        | András Édes Erzsébet Wolf           |
| 1973   | János Cserni    | Éva Cserni            | János Cserni László Rammer      | Éva Cserni Valéria Virágos           | János Cserni Éva Cserni             |
| 1974   | János Cserni    | Éva Cserni            | János Cserni László Rammer      | Éva Cserni Valéria Virágos           | János Cserni Éva Cserni             |
| 1975   | István Englert  | Erzsébet Németh       | János Cserni László Rammer      | Erzsébet Németh Ildikó Szabó         | János Cserni Éva Cserni             |
| 1976   | Imre Bereknyei  | Éva Cserni            | István Englert József Papp      | Erzsébet Németh Ildikó Szabó         | János Cserni Éva Cserni             |
| 1977   | Imre Bereknyei  | Éva Cserni            | István Englert József Papp      | Éva Cserni Éva Pozsik                | János Cserni Éva Cserni             |
| 1978   | Imre Bereknyei  | Ildikó Bödecs         | István Englert József Papp      | Zsuzsa Gláser Andrea Legerszki       | József Papp Éva Pozsik              |
| 1979   | Imre Bereknyei  | Zsuzsa Gláser         | Imre Bereknyei Ferenc Rolek     | Éva Varga Éva Pozsik                 | Ferenc Rolek Éva Varga              |
| 1980   | István Englert  | Ildikó Vígh           | István Englert József Papp      | Zsuzsa Gláser Andrea Legerszki       | Ferenc Rolek Ildikó Vígh            |
| 1981   | György Vörös    | Ildikó Vígh           | György Vörös Ferenc Rolek       | Ildikó Vígh Zsuzsa Diószegi          | György Vörös Zsuzsa Diószegi        |
| 1982   | György Vörös    | Éva Varga             | György Vörös Ferenc Rolek       | Ildikó Vígh Zsuzsa Diószegi          | György Vörös Zsuzsa Diószegi        |
| 1983   | György Vörös    | Erzsébet Németh       | György Vörös Gábor Petrovits    | Ildikó Vígh Judit Fejes              | György Vörös Ildikó Vígh            |
| 1984   | György Vörös    | Ildikó Vígh           | György Vörös Gábor Petrovits    | Éva Varga Márta Petrovits            | György Vörös Ildikó Vígh            |
| 1985   | Gábor Petrovits | Ildikó Vígh           | György Vörös Gábor Petrovits    | Ildikó Vígh Judit Fejes              | György Vörös Ildikó Vígh            |
| 1986   | György Vörös    | Ildikó Vígh           | Csaba Kiss István Englert       | Márta Dovalovszki Éva Varga          | Attila Nagy Márta Dovalovszki       |
| 1987   | Tamás Gebhard   | Márta Dovalovszki     | György Vörös Gábor Petrovits    | Márta Dovalovszki Éva Varga          | György Vörös Judit Fejes            |
| 1988   | Gábor Petrovits | Andrea Harsági        | Gábor Petrovits Attila Nagy     | Márta Dovalovszki Éva Varga          | Attila Nagy Márta Dovalovszki       |
| 1989   | Gábor Petrovits | Csilla Fórián         | Tamás Gebhard Attila Nagy       | Ildikó Vígh Judit Fejes              | Csaba Kiss Csilla Fórián            |
| 1990   | Attila Nagy     | Andrea Harsági        | Sándor Klein Csaba Béleczki     | Csilla Fórián Andrea Dakó            | Attila Nagy Csilla Fórián           |
| 1991   | Attila Nagy     | Andrea Harsági        | Tamás Gebhard Attila Nagy       | Ildikó Vígh Andrea Dakó              | György Vörös Andrea Dakó            |
| 1992   | Tamás Gebhard   | Andrea Dakó           | Richárd Bánhidi Attila Nagy     | Csilla Fórián Kinga Karácsony        | György Vörös Andrea Dakó            |
| 1993   | Richárd Bánhidi | Andrea Harsági        | Richárd Bánhidi Attila Nagy     | Csilla Fórián Kinga Karácsony        | Richárd Bánhidi Csilla Fórián       |
| 1994   | Gyula Szalai    | Andrea Harsági        | Gyula Szalai György Vörös       | Andrea Harsági Andrea Dakó           | György Vörös Andrea Ódor            |
| 1995   | Richárd Bánhidi | Andrea Harsági        | Zsolt Kocsis Ákos Károlyi       | Csilla Fórián Kinga Karácsony        | Gyula Szalai Andrea Ódor            |
| 1996   | Richárd Bánhidi | Adrienn Kocsis        | Richárd Bánhidi Attila Nagy     | Adrienn Kocsis Andrea Dakó           | Gyula Szalai Csilla Fórián          |
| 1997   | Richárd Bánhidi | Csilla Fórián         | Richárd Bánhidi Attila Nagy     | Adrienn Kocsis Csilla Fórián         | Gyula Szalai Csilla Fórián          |
| 1998   | Gyula Szalai    | Melinda Keszthelyi    | Gyula Szalai Zsolt Kocsis       | Andrea Dakó Melinda Keszthelyi       | Richárd Bánhidi Csilla Fórián       |
| 1999   | Attila Kovács   | Andrea Ódor           | Ákos Károlyi Richárd Bánhidi    | Andrea Dakó Melinda Keszthelyi       | Ákos Károlyi Csilla Fórián          |
| 2000   | Kristóf Horváth | Krisztina Ádám        | Balázs Szabó Csaba Retkes       | Csilla Fórián Kinga Karácsony        | Richárd Bánhidi Andrea Dakó         |
| 2001   | Levente Csiszér | Krisztina Ádám        | Zsolt Kocsis Ákos Károlyi       | Krisztina Ádám Csilla Fórián         | Ákos Károlyi Csilla Fórián          |
| 2002   | Levente Csiszér | Krisztina Ádám        | Levente Csiszér Teofil Tóth     | Krisztina Ádám Sarolta Varga         | Richárd Bánhidi Csilla Fórián       |
| 2003   | Levente Csiszér | Krisztina Ádám        | Levente Csiszér Ákos Károlyi    | Csilla Fórián Kinga Karácsony        | Levente Csiszér Csilla Fórián       |
| 2004   | Kristóf Horváth | Krisztina Ádám        | Henrik Tóth Attila Kaposi       | Zsófia Kovács Zsuzsa Kovács          | Levente Csiszér Csilla Fórián       |
| 2005   | Levente Csiszér | Sarolta Varga         | Levente Csiszér Richárd Bánhidi | Csilla Fórián Zsuzsa Czifra          | Levente Csiszér Zsuzsa Kovács       |
| 2006   | Attila Kaposi   | Csilla Gondáné Fórián | András Sinka Csaba Szikra       | Csilla Gondáné Fórián Zsuzsa Czifra  | Csaba Retkes Gabriella Papp         |
| 2007   | Henrik Tóth     | Krisztina Ádám        | Kristóf Horváth Csaba Retkes    | Sarolta Varga Orsolya Varga          | Csaba Szikra Krisztina Ádám         |
| 2008   | Henrik Tóth     | Sarolta Varga         | Dávid Sárosi András Németh      | Melinda Keszthelyi Krisztina Ádám    | Kristóf Horváth Melinda Keszthelyi  |
| 2009   | Henrik Tóth     | Orsolya Varga         | Kristóf Horváth Henrik Tóth     | Melinda Keszthelyi Krisztina Ádám    | Csaba Szikra Krisztina Ádám         |
| 2010   | Henrik Tóth     | Orsolya Varga         | Kristóf Horváth Henrik Tóth     | Melinda Keszthelyi Krisztina Ádám    | Henrik Tóth Zsuzsa Kovács           |
| 2011   | Henrik Tóth     | Orsolya Varga         | András Németh Henrik Tóth       | Sára Fekete Zsófia Horváth           | Ákos Varga Orsolya Varga            |
| 2012   | Henrik Tóth     | Orsolya Varga         | András Németh Henrik Tóth       | Réka Sárosi Laura Sárosi             | Henrik Tóth Sára Fekete             |
| 2013   | Henrik Tóth     | Laura Sárosi          | Marcell Elek Márton Szatzker    | Laura Sárosi Réka Sárosi             | Henrik Tóth Laura Sárosi            |
| 2014   | Gergely Krausz  | Laura Sárosi          | Gergely Krausz Márton Szatzker  | Laura Sárosi Réka Sárosi             | Gergely Krausz Laura Sárosi         |
| 2015   | Gergely Krausz  | Laura Sárosi          | Gergely Krausz Márton Szatzker  | Laura Sárosi Réka Sárosi             | Gergely Krausz Laura Sárosi         |
| 2016   | Gergely Krausz  | Laura Sárosi          | Gergely Krausz Márton Szatzker  | Ágnes Kőrösi Orsolya Varga           | Gergely Krausz Nikoletta Bukoviczki |
| 2017   | Gergely Krausz  | Vivien Sándorházi     | Gergely Krausz Gergő Pytel      | Réka Madarász Nikoletta Bukoviczki   | András Piliszky Vivien Sándorházi   |
| 2018   | Gergely Krausz  | Réka Madarász         | Gergely Krausz Gergő Pytel      | Ágnes Kőrösi Krisztina Ádám          | József Mester Orsolya Varga         |
| 2019   | Gergely Krausz  | Vivien Sándorházi     | Gergely Krausz Dániel Gradwohl  | Daniella Gonda Nikoletta Bukoviczki  | Kristóf Horváth Vivien Sándorházi   |
| 2020   | Gergő Pytel     | Vivien Sándorházi     | Zoltan Kereszti József Mester   | Daniella Gonda Ágnes Kőrösi          | Bene Benjamin Kiss Réka Madarász    |
| 2021   | Gergely Krausz  | Laura Sárosi          | Gergely Krausz Gergő Pytel      | Daniella Gonda Ágnes Kőrösi          | András Piliszky Laura Sárosi        |
| 2022   | Gergő Pytel     | Vivien Sándorházi     | Zoltán Kereszti József Mester   | Bianka Bukoviczki Fanni Kiss         | Kristóf Horváth Vivien Sándorházi   |
| 2023   | Gergő Pytel     | Vivien Sándorházi     | Balázs Pápai Bálint Pápai       | Daniella Gonda Ágnes Kőrösi          | Miklós Kis-Kasza Nikol Vetor        |
| 2024   | Márton Szerecz  | Daniella Gonda        | Miklós Kis-Kasza Daniella Gonda | Daniella Gonda Mónika Szőke          | Miklós Kis-Kasza Daniella Gonda     |
| 2025   | Ádám Könczöl    | Vivien Sándorházi     | Zoltán Kereszti Márton Szerecz  | Daniella Gonda Ágnes Kőrösi          | Miklós Kis-Kasza Vivien Sándorházi  |